# Strzelcy łotewscy

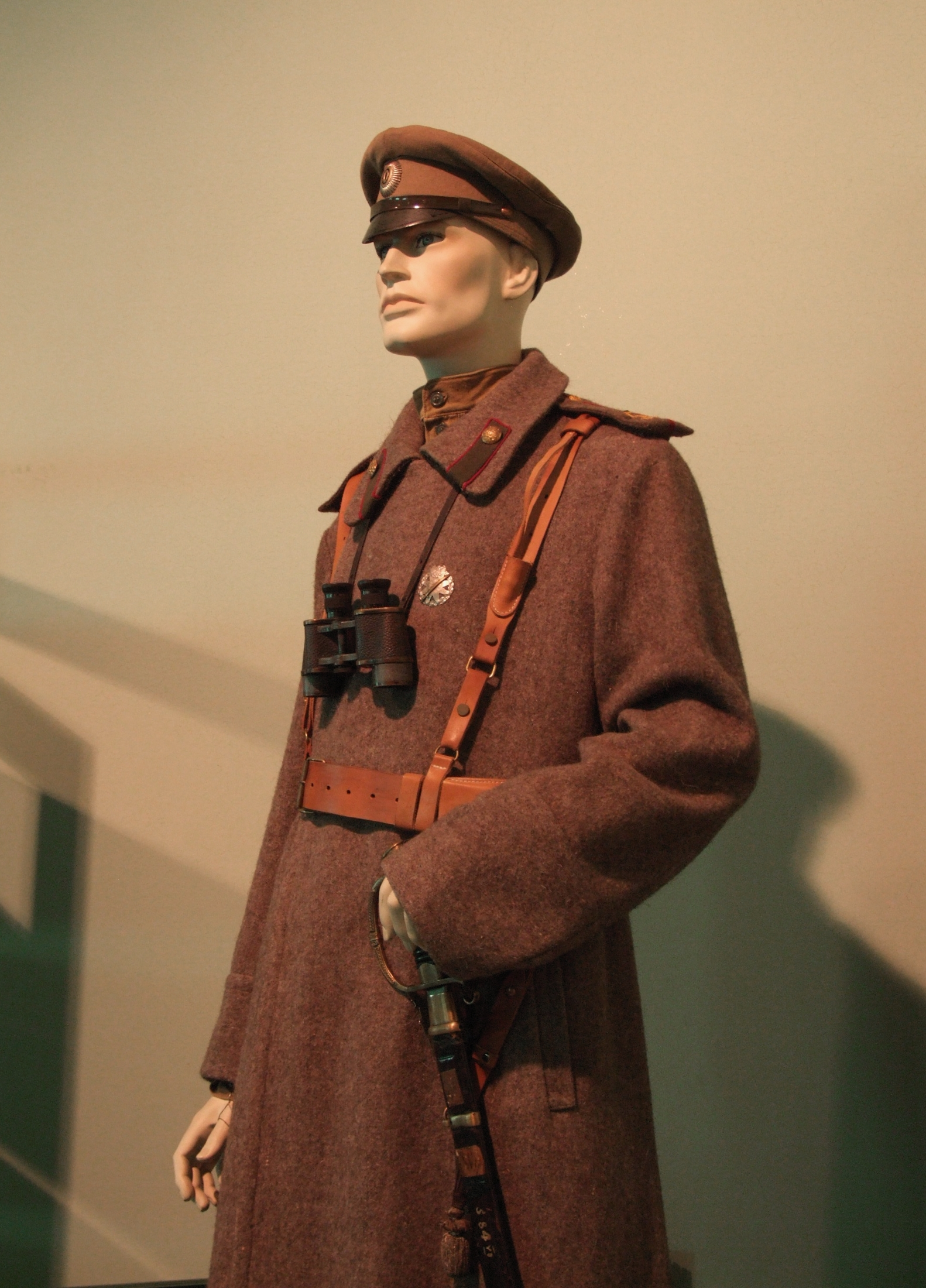
Mundur Strzelców łotewskich z 1916 roku

Strzelcy łotewscy (łot. Latviešu strēlnieki) – formacje wojskowe, powołane w 1915 do obrony bałtyckich terytoriów Imperium Rosyjskiego w czasie I wojny światowej. Początkowo ochotnicze, od 1916 pobór do nich prowadzony był pod przymusem wśród Łotyszy. W sumie walczyło w nich ok. 40 000 żołnierzy. Odegrali ważną rolę podczas wojny domowej w Rosji.

## Historia
Inicjatywa sformowania łotewskiej formacji wojskowej powstała po nagłośnieniu przez propagandę rosyjską bohaterskiej postawy dwóch batalionów pospolitego ruszenia złożonych z Łotyszy, walczących nad Dźwiną podczas odwrotu armii rosyjskiej w 1915 roku. Wówczas łotewscy deputowani do Dumy zaproponowali utworzenie ochotniczych łotewskich oddziałów, co zostało zaaprobowane przez cara, mimo że w Rosji dotąd starano się nie tworzyć odrębnych formacji narodowych. W ciągu kilku miesięcy zgłosiło się 6000 ochotników. W późniejszym okresie wprowadzono pobór do tych oddziałów i ich liczebność w 1916 roku sięgnęła 38 tysięcy.
Od 1915 do 1917 strzelcy łotewscy walczyli w Armii Imperium Rosyjskiego przeciwko Niemcom wzdłuż Dźwiny. Po rewolucji październikowej w 1917 większość żołnierzy stanęła po stronie bolszewików, tworząc formację znaną jako Czerwoni Strzelcy Łotewscy (ros. Красные латышские стрелки). Wśród przyczyn masowego poparcia przez nich bolszewików było między innymi to, że żołnierze nie mogli wrócić do domów, gdyż Łotwa była zajęta przez Niemców, a nadto po wprowadzeniu poboru, większość stanowili robotnicy, podatni na agitację, zamiast ideowych ochotników. 13 kwietnia 1918 r. z dziewięciu pułków łotewskich utworzona została z nich Dywizja Łotewska (Łatdiwizija), licząca 17-18 tys. żołnierzy i będąca pierwszą dywizją Armii Czerwonej. Oprócz jednostek piechoty dysponowała ona artylerią, oddziałem lotniczym i jazdą.
Uczestniczyli w rozpędzeniu Konstytuanty oraz tłumieniu powstań antybolszewickich w Moskwie w lipcu 1918 i w tym samym miesiącu w Jarosławiu, wchodzili m.in. w skład garnizonu kremlowskiego. Walczyli między innymi przeciwko wojskom Denikina, Judenicza i Wrangla. Oficer Czerwonych Strzelców Łotewskich, Jukums Vācietis, został pierwszym głównodowodzącym Armii Czerwonej. 
W grudniu 1918 r. na bazie Dywizji Łotewskiej utworzona została Armijna Grupa Łotwy, siłami której poprowadzona została ofensywa na ziemie łotewskie. Czerwone jednostki łotewskie opanowały większość historycznych terytoriów łotewskich, na których proklamowana została Łotewska Socjalistyczna Republika Radziecka. Jednostki strzelców łotewskich, przekształcone w styczniu 1919 r. w Armię Radzieckiej Łotwy, poniosły jednak klęskę w starciu z silniejszymi liczebnie jednostkami niemieckimi, wspierającymi militarnie rząd niepodległej Republiki Łotewskiej. W marcu 1919 r. zostały zmuszone do wycofania się z Kurlandii, w maju zostały wyparte z Rygi, a następnie ewakuowały się do Łatgalii pod naciskiem wojsk niepodległej Estonii. Tam poważnie osłabiona Armia Radzieckiej Łotwy została przekształcona w 15 Armię. W styczniu 1920 r. oddziały bolszewickie, w tym jednostki strzelców łotewskich, zostały wyparte również z Łatgalii przez sojusznicze wojska łotewskie i polskie.
Czerwoni Strzelcy Łotewscy brali także udział w wojnie polsko-bolszewickiej.
Łotewska Dywizja została rozwiązana w 1920 roku, a 11 000 byłych strzelców powróciło na Łotwę. Inni pozostali w Związku Radzieckim, zajmując często wysokie stanowiska w Armii Czerwonej i Czeka. Wielu z nich (w tym Jukums Vācietis) zostało zamordowanych w czasie wielkiej czystki w latach 30. XX wieku.
Oddziały łotewskie brały też udział w wojnie domowej po stronie białych, m.in. Łotewski Imantski Pułk Strzelecki i Łotewski Troicki Batalion Strzelecki. Łącznie prawie 10 tysięcy Łotyszów służyło w wojskach admirała Kołczaka. W 1920 roku, przez Władywostok, drogą morską powrócili na Łotwę.

## Upamiętnienie
W 2000 zespół folk metalowy Skyforger wydał album Latviešu Strēlnieki, będący artystycznym hołdem dla strzelców łotewskich. W 2019 wszedł na ekrany film Burza dusz w reżyserii Dzintarsa Dreibergsa, opowiadający o skomplikowanych losach strzelców łotewskich.